# Volta a Astúries 2021
La Volta a Astúries 2021, 63a edició de la Volta a Astúries, es va disputar entre el 30 d'abril i el 2 de maig de 2021 sobre un recorregut de 510,3 km repartits entre tres etapes. La cursa formava part del calendari de l'UCI Europa Tour 2021, amb una categoria 2.1.
El vencedor final fou el colombià Nairo Quintana (Arkéa-Samsic), que s'imposà per 36" a Antonio Pedrero (Movistar Team) i Pierre Latour (Total Direct Énergie).

## Equips participants
En aquesta edició hi prendran part 15 equips:
| WorldTeam- Movistar Team ProTeams (10)- Caja Rural-Seguros RGA - Burgos-BH - Euskaltel-Euskadi - Arkéa-Samsic - Total Direct Énergie - Team Novo Nordisk - Gazprom-RusVelo - Delko - Eolo-Kometa - Equipo Kern Pharma Equips continentals (4)- Gios - Electro Hiper Europa - Louletano-Loulé Concelho - Medellín |
| |

## Etapes
| Etapa    | Data      | Ciutats d'etapa                   | type                    | Distància (km) | Desnivell (m) | Vencedor de l'etapa    | Líder de la general  |
| -------- | --------- | --------------------------------- | ----------------------- | -------------- | ------------- | ---------------------- | -------------------- |
| 1a etapa | 30 de abr | Oviedo – La Pola                  | etapa de muntanya       | 184,5          | 3.169 m       | Nairo Quintana Rojas   | Nairo Quintana Rojas |
| 2a etapa | 1 de maig | Candás – Cangas del Narcea        | etapa de muntanya       | 200,5          | 4.231 m       | Héctor Carretero Milla | Nairo Quintana Rojas |
| 3a etapa | 2 de maig | Cangas del Narcea – Monte Naranco | etapa de mitja muntanya | 125,3          | 2.004 m       | Pierre Latour          | Nairo Quintana Rojas |

### Etapa 1
| \| Classificació de l'etapa \| Classificació de l'etapa \| Classificació de l'etapa \| Classificació de l'etapa \| Classificació de l'etapa \| \| Corredor \| Corredor \| Equip \| Temps \| \| \| ------------------------ \| ------------------------ \| ------------------------ \| ------------------------ \| ------------------------ \| \| 1r \| Nairo Quintana Rojas \| Arkéa-Samsic \| 5h 03' 45" \| \| \| 2n \| Antonio Pedrero López \| Movistar Team \| + 26" \| \| \| 3r \| Pierre Latour \| Total Direct Énergie \| + 27" \| \| \| 4t \| Gotzon Martín \| Euskaltel-Euskadi \| + 49" \| \| \| 5è \| Alejandro Osorio \| Caja Rural-Seguros RGA \| + 49" \| \| \| 6è \| Cristian Scaroni \| Gazprom-RusVelo \| + 49" \| \| \| 7è \| Roger Adrià Oliveras \| Equipo Kern Pharma \| + 49" \| \| \| 8è \| Nélson Oliveira \| Movistar Team \| + 49" \| \| \| 9è \| Einer Rubio \| Movistar Team \| + 49" \| \| \| 10è \| Julen Amézqueta Moreno \| Caja Rural-Seguros RGA \| + 49" \| \| |                        |                        |            |
| |                        |                        |            |
| Font: ProCyclingStats |                        |                        |            |
| Classificació de l'etapa |                        |                        |            |
| Corredor | Corredor               | Equip                  | Temps      |
| 1r | Nairo Quintana Rojas   | Arkéa-Samsic           | 5h 03' 45" |
| 2n | Antonio Pedrero López  | Movistar Team          | + 26"      |
| 3r | Pierre Latour          | Total Direct Énergie   | + 27"      |
| 4t | Gotzon Martín          | Euskaltel-Euskadi      | + 49"      |
| 5è | Alejandro Osorio       | Caja Rural-Seguros RGA | + 49"      |
| 6è | Cristian Scaroni       | Gazprom-RusVelo        | + 49"      |
| 7è | Roger Adrià Oliveras   | Equipo Kern Pharma     | + 49"      |
| 8è | Nélson Oliveira        | Movistar Team          | + 49"      |
| 9è | Einer Rubio            | Movistar Team          | + 49"      |
| 10è | Julen Amézqueta Moreno | Caja Rural-Seguros RGA | + 49"      |

| \| Classificació general \| Classificació general \| Classificació general \| Classificació general \| Classificació general \| \| Corredor \| Corredor \| Equip \| Temps \| \| \| --------------------- \| ---------------------- \| ---------------------- \| --------------------- \| --------------------- \| \| 1r \| Nairo Quintana Rojas \| Arkéa-Samsic \| 5h 03' 35" \| \| \| 2n \| Antonio Pedrero López \| Movistar Team \| + 30" \| \| \| 3r \| Pierre Latour \| Total Direct Énergie \| + 33" \| \| \| 4t \| Gotzon Martín \| Euskaltel-Euskadi \| + 59" \| \| \| 5è \| Alejandro Osorio \| Caja Rural-Seguros RGA \| + 59" \| \| \| 6è \| Cristian Scaroni \| Gazprom-RusVelo \| + 59" \| \| \| 7è \| Roger Adrià Oliveras \| Equipo Kern Pharma \| + 59" \| \| \| 8è \| Nélson Oliveira \| Movistar Team \| + 59" \| \| \| 9è \| Einer Rubio \| Movistar Team \| + 59" \| \| \| 10è \| Julen Amézqueta Moreno \| Caja Rural-Seguros RGA \| + 59" \| \| |                        |                        |            |
| |                        |                        |            |
| Font: ProCyclingStats |                        |                        |            |
| Classificació general |                        |                        |            |
| Corredor | Corredor               | Equip                  | Temps      |
| 1r | Nairo Quintana Rojas   | Arkéa-Samsic           | 5h 03' 35" |
| 2n | Antonio Pedrero López  | Movistar Team          | + 30"      |
| 3r | Pierre Latour          | Total Direct Énergie   | + 33"      |
| 4t | Gotzon Martín          | Euskaltel-Euskadi      | + 59"      |
| 5è | Alejandro Osorio       | Caja Rural-Seguros RGA | + 59"      |
| 6è | Cristian Scaroni       | Gazprom-RusVelo        | + 59"      |
| 7è | Roger Adrià Oliveras   | Equipo Kern Pharma     | + 59"      |
| 8è | Nélson Oliveira        | Movistar Team          | + 59"      |
| 9è | Einer Rubio            | Movistar Team          | + 59"      |
| 10è | Julen Amézqueta Moreno | Caja Rural-Seguros RGA | + 59"      |

### Etapa 2
| \| Classificació de l'etapa \| Classificació de l'etapa \| Classificació de l'etapa \| Classificació de l'etapa \| Classificació de l'etapa \| \| Corredor \| Corredor \| Equip \| Temps \| \| \| ------------------------ \| --------------------------- \| ------------------------ \| ------------------------ \| ------------------------ \| \| 1r \| Héctor Carretero Milla \| Movistar Team \| 5h 30' 57" \| \| \| 2n \| Nairo Quintana Rojas \| Arkéa-Samsic \| + 0" \| \| \| 3r \| Einer Rubio \| Movistar Team \| + 0" \| \| \| 4t \| Roger Adrià Oliveras \| Equipo Kern Pharma \| + 0" \| \| \| 5è \| José Manuel Díaz Gallego \| Delko \| + 0" \| \| \| 6è \| Antonio Pedrero López \| Movistar Team \| + 0" \| \| \| 7è \| Víctor de la Parte González \| Total Direct Énergie \| + 0" \| \| \| 8è \| Ilnur Zakarin \| Gazprom-RusVelo \| + 3" \| \| \| 9è \| Pierre Latour \| Total Direct Énergie \| + 37" \| \| \| 10è \| Gotzon Martín \| Euskaltel-Euskadi \| + 37" \| \| |                             |                      |            |
| |                             |                      |            |
| Font: ProCyclingStats |                             |                      |            |
| Classificació de l'etapa |                             |                      |            |
| Corredor | Corredor                    | Equip                | Temps      |
| 1r | Héctor Carretero Milla      | Movistar Team        | 5h 30' 57" |
| 2n | Nairo Quintana Rojas        | Arkéa-Samsic         | + 0"       |
| 3r | Einer Rubio                 | Movistar Team        | + 0"       |
| 4t | Roger Adrià Oliveras        | Equipo Kern Pharma   | + 0"       |
| 5è | José Manuel Díaz Gallego    | Delko                | + 0"       |
| 6è | Antonio Pedrero López       | Movistar Team        | + 0"       |
| 7è | Víctor de la Parte González | Total Direct Énergie | + 0"       |
| 8è | Ilnur Zakarin               | Gazprom-RusVelo      | + 3"       |
| 9è | Pierre Latour               | Total Direct Énergie | + 37"      |
| 10è | Gotzon Martín               | Euskaltel-Euskadi    | + 37"      |

| \| Classificació general \| Classificació general \| Classificació general \| Classificació general \| Classificació general \| \| Corredor \| Corredor \| Equip \| Temps \| \| \| --------------------- \| --------------------------- \| ---------------------- \| --------------------- \| --------------------- \| \| 1r \| Nairo Quintana Rojas \| Arkéa-Samsic \| 10h 34' 26" \| \| \| 2n \| Antonio Pedrero López \| Movistar Team \| + 36" \| \| \| 3r \| Einer Rubio \| Movistar Team \| + 1' 01" \| \| \| 4t \| Roger Adrià Oliveras \| Equipo Kern Pharma \| + 1' 05" \| \| \| 5è \| Víctor de la Parte González \| Total Direct Énergie \| + 1' 05" \| \| \| 6è \| Ilnur Zakarin \| Gazprom-RusVelo \| + 1' 08" \| \| \| 7è \| Pierre Latour \| Total Direct Énergie \| + 1' 16" \| \| \| 8è \| Héctor Carretero Milla \| Movistar Team \| + 1' 38" \| \| \| 9è \| Gotzon Martín \| Euskaltel-Euskadi \| + 1' 42" \| \| \| 10è \| Alejandro Osorio \| Caja Rural-Seguros RGA \| + 1' 42" \| \| |                             |                        |             |
| |                             |                        |             |
| Font: ProCyclingStats |                             |                        |             |
| Classificació general |                             |                        |             |
| Corredor | Corredor                    | Equip                  | Temps       |
| 1r | Nairo Quintana Rojas        | Arkéa-Samsic           | 10h 34' 26" |
| 2n | Antonio Pedrero López       | Movistar Team          | + 36"       |
| 3r | Einer Rubio                 | Movistar Team          | + 1' 01"    |
| 4t | Roger Adrià Oliveras        | Equipo Kern Pharma     | + 1' 05"    |
| 5è | Víctor de la Parte González | Total Direct Énergie   | + 1' 05"    |
| 6è | Ilnur Zakarin               | Gazprom-RusVelo        | + 1' 08"    |
| 7è | Pierre Latour               | Total Direct Énergie   | + 1' 16"    |
| 8è | Héctor Carretero Milla      | Movistar Team          | + 1' 38"    |
| 9è | Gotzon Martín               | Euskaltel-Euskadi      | + 1' 42"    |
| 10è | Alejandro Osorio            | Caja Rural-Seguros RGA | + 1' 42"    |

### Etapa 3
| \| Classificació de l'etapa \| Classificació de l'etapa \| Classificació de l'etapa \| Classificació de l'etapa \| Classificació de l'etapa \| \| Corredor \| Corredor \| Equip \| Temps \| \| \| ------------------------ \| --------------------------- \| ------------------------ \| ------------------------ \| ------------------------ \| \| 1r \| Pierre Latour \| Total Direct Énergie \| 2h 59' 49" \| \| \| 2n \| Alejandro Osorio \| Caja Rural-Seguros RGA \| + 2" \| \| \| 3r \| Víctor de la Parte González \| Total Direct Énergie \| + 12" \| \| \| 4t \| Antonio Pedrero López \| Movistar Team \| + 12" \| \| \| 5è \| Nairo Quintana Rojas \| Arkéa-Samsic \| + 12" \| \| \| 6è \| Einer Rubio \| Movistar Team \| + 19" \| \| \| 7è \| Lorenzo Fortunato \| Eolo-Kometa \| + 59" \| \| \| 8è \| Jhojan García \| Caja Rural-Seguros RGA \| + 59" \| \| \| 9è \| Roger Adrià Oliveras \| Equipo Kern Pharma \| + 59" \| \| \| 10è \| Daniel Navarro García \| Burgos-BH \| + 59" \| \| |                             |                        |            |
| |                             |                        |            |
| Font: ProCyclingStats |                             |                        |            |
| Classificació de l'etapa |                             |                        |            |
| Corredor | Corredor                    | Equip                  | Temps      |
| 1r | Pierre Latour               | Total Direct Énergie   | 2h 59' 49" |
| 2n | Alejandro Osorio            | Caja Rural-Seguros RGA | + 2"       |
| 3r | Víctor de la Parte González | Total Direct Énergie   | + 12"      |
| 4t | Antonio Pedrero López       | Movistar Team          | + 12"      |
| 5è | Nairo Quintana Rojas        | Arkéa-Samsic           | + 12"      |
| 6è | Einer Rubio                 | Movistar Team          | + 19"      |
| 7è | Lorenzo Fortunato           | Eolo-Kometa            | + 59"      |
| 8è | Jhojan García               | Caja Rural-Seguros RGA | + 59"      |
| 9è | Roger Adrià Oliveras        | Equipo Kern Pharma     | + 59"      |
| 10è | Daniel Navarro García       | Burgos-BH              | + 59"      |

## Classificacions finals

### Classificació general
| \| Classificació general \| Classificació general \| Classificació general \| Classificació general \| Classificació general \| \| Corredor \| Corredor \| Equip \| Temps \| \| \| --------------------- \| --------------------------- \| ---------------------- \| --------------------- \| --------------------- \| \| 1r \| Nairo Quintana Rojas \| Arkéa-Samsic \| 13h 34' 27" \| \| \| 2n \| Antonio Pedrero López \| Movistar Team \| + 36" \| \| \| 3r \| Pierre Latour \| Total Direct Énergie \| + 54" \| \| \| 4t \| Víctor de la Parte González \| Total Direct Énergie \| + 1' 01" \| \| \| 5è \| Einer Rubio \| Movistar Team \| + 1' 08" \| \| \| 6è \| Alejandro Osorio \| Caja Rural-Seguros RGA \| + 1' 26" \| \| \| 7è \| Roger Adrià Oliveras \| Equipo Kern Pharma \| + 1' 52" \| \| \| 8è \| Ilnur Zakarin \| Gazprom-RusVelo \| + 2' 00" \| \| \| 9è \| Nélson Oliveira \| Movistar Team \| + 2' 43" \| \| \| 10è \| Julen Amézqueta Moreno \| Caja Rural-Seguros RGA \| + 3' 03" \| \| |                             |                        |             |
| |                             |                        |             |
| Font: ProCyclingStats |                             |                        |             |
| Classificació general |                             |                        |             |
| Corredor | Corredor                    | Equip                  | Temps       |
| 1r | Nairo Quintana Rojas        | Arkéa-Samsic           | 13h 34' 27" |
| 2n | Antonio Pedrero López       | Movistar Team          | + 36"       |
| 3r | Pierre Latour               | Total Direct Énergie   | + 54"       |
| 4t | Víctor de la Parte González | Total Direct Énergie   | + 1' 01"    |
| 5è | Einer Rubio                 | Movistar Team          | + 1' 08"    |
| 6è | Alejandro Osorio            | Caja Rural-Seguros RGA | + 1' 26"    |
| 7è | Roger Adrià Oliveras        | Equipo Kern Pharma     | + 1' 52"    |
| 8è | Ilnur Zakarin               | Gazprom-RusVelo        | + 2' 00"    |
| 9è | Nélson Oliveira             | Movistar Team          | + 2' 43"    |
| 10è | Julen Amézqueta Moreno      | Caja Rural-Seguros RGA | + 3' 03"    |

### Classificació per punts
| Classificació per punts | Classificació per punts     | Classificació per punts | Classificació per punts | Classificació per punts |
| Corredor                | Corredor                    | Equip                   | Punts                   |                         |
| ----------------------- | --------------------------- | ----------------------- | ----------------------- | ----------------------- |
| 1r                      | Nairo Quintana Rojas        | Arkéa-Samsic            | 57 pts                  |                         |
| 2n                      | Pierre Latour               | Total Direct Énergie    | 48 pts                  |                         |
| 3r                      | Antonio Pedrero López       | Movistar Team           | 44 pts                  |                         |
| 4t                      | Alejandro Osorio            | Caja Rural-Seguros RGA  | 36 pts                  |                         |
| 5è                      | Einer Rubio                 | Movistar Team           | 33 pts                  |                         |
| 6è                      | Roger Adrià Oliveras        | Equipo Kern Pharma      | 30 pts                  |                         |
| 7è                      | Víctor de la Parte González | Total Direct Énergie    | 28 pts                  |                         |
| 8è                      | Héctor Carretero Milla      | Movistar Team           | 25 pts                  |                         |
| 9è                      | Ilnur Zakarin               | Gazprom-RusVelo         | 18 pts                  |                         |
| 10è                     | Nélson Oliveira             | Movistar Team           | 15 pts                  |                         |

### Classificació de la muntanya
| Classificació de la muntanya | Classificació de la muntanya   | Classificació de la muntanya | Classificació de la muntanya | Classificació de la muntanya |
| Corredor                     | Corredor                       | Equip                        | Punts                        |                              |
| ---------------------------- | ------------------------------ | ---------------------------- | ---------------------------- | ---------------------------- |
| 1r                           | José Manuel Gutiérrez Revuelta | Gios                         | 19 pts                       |                              |
| 2n                           | Víctor de la Parte González    | Total Direct Énergie         | 16 pts                       |                              |
| 3r                           | Pierre Latour                  | Total Direct Énergie         | 15 pts                       |                              |
| 4t                           | Antonio Pedrero López          | Movistar Team                | 15 pts                       |                              |
| 5è                           | Daniel Viegas                  | Eolo-Kometa                  | 13 pts                       |                              |
| 6è                           | Nairo Quintana Rojas           | Arkéa-Samsic                 | 11 pts                       |                              |
| 7è                           | Einer Rubio                    | Movistar Team                | 11 pts                       |                              |
| 8è                           | Ángel Madrazo Ruiz             | Burgos-BH                    | 9 pts                        |                              |
| 9è                           | Luis Ángel Maté Mardones       | Euskaltel-Euskadi            | 9 pts                        |                              |
| 10è                          | Alejandro Osorio               | Caja Rural-Seguros RGA       | 9 pts                        |                              |

### Classificació de les metes volants
| Classificació dels esprints | Classificació dels esprints    | Classificació dels esprints | Classificació dels esprints | Classificació dels esprints |
| Corredor                    | Corredor                       | Equip                       | Punts                       |                             |
| --------------------------- | ------------------------------ | --------------------------- | --------------------------- | --------------------------- |
| 1r                          | Daniel Viegas                  | Eolo-Kometa                 | 12 pts                      |                             |
| 2n                          | Nélson Oliveira                | Movistar Team               | 6 pts                       |                             |
| 3r                          | Ángel Madrazo Ruiz             | Burgos-BH                   | 4 pts                       |                             |
| 4t                          | José Manuel Gutiérrez Revuelta | Gios                        | 4 pts                       |                             |
| 5è                          | Mathieu Burgaudeau             | Total Direct Énergie        | 2 pts                       |                             |
| 6è                          | Alessandro Fedeli              | Delko                       | 2 pts                       |                             |
| 7è                          | Fabien Doubey                  | Total Direct Énergie        | 1 pt                        |                             |
| 8è                          | Luis Ángel Maté Mardones       | Euskaltel-Euskadi           | 1 pt                        |                             |
| 9è                          | Óscar Pelegrí                  | Electro Hiper Europa        | 1 pt                        |                             |
| 10è                         | Kévin Ledanois                 | Arkéa-Samsic                | 1 pt                        |                             |

### Classificació per equips
| Classificació per equips | Classificació per equips | Classificació per equips | Classificació per equips |
| Equip                    | Equip                    | Temps                    |                          |
| ------------------------ | ------------------------ | ------------------------ | ------------------------ |
| 1r                       | Movistar Team            | 40h 47' 27"              |                          |
| 2n                       | Caja Rural-Seguros RGA   | + 6' 11"                 |                          |
| 3r                       | Euskaltel-Euskadi        | + 8' 54"                 |                          |
| 4t                       | Total Direct Énergie     | + 9' 16"                 |                          |
| 5è                       | Equipo Kern Pharma       | + 11' 50"                |                          |
| 6è                       | Gazprom-RusVelo          | + 11' 56"                |                          |
| 7è                       | Burgos-BH                | + 16' 38"                |                          |
| 8è                       | Arkéa-Samsic             | + 19' 57"                |                          |
| 9è                       | Delko                    | + 25' 27"                |                          |
| 10è                      | Medellín                 | + 29' 12"                |                          |

## Evolució de les classificacions
| Etapa              | Vencedor           | Classificació general | Classificació de la regularitat | Classificació de la muntanya | Classificació de les metes volants | Classificació per equips |
| ------------------ | ------------------ | --------------------- | ------------------------------- | ---------------------------- | ---------------------------------- | ------------------------ |
| 1                  | Nairo Quintana     | Nairo Quintana        | Nairo Quintana                  | José Manuel Gutiérrez        | Daniel Viegas                      | Movistar                 |
| 2                  | Héctor Carretero   | Nairo Quintana        | Nairo Quintana                  | José Manuel Gutiérrez        | Daniel Viegas                      | Movistar                 |
| 3                  | Pierre Latour      | Nairo Quintana        | Nairo Quintana                  | José Manuel Gutiérrez        | Daniel Viegas                      | Movistar                 |
| Classements finals | Classements finals | Nairo Quintana        | Nairo Quintana                  | José Manuel Gutiérrez        | Daniel Viegas                      | Movistar                 |